# Artur Kolnik
Artur Kolnik (ur. 4 maja 1890 w Stanisławowie, zm. 1972 w Paryżu) – polski malarz i grafik pochodzenia żydowskiego, tworzący we Francji. Przedstawiciel tzw. ekspresjonizmu żydowskiego.

## Życiorys
Od 1908 do 1914 studiował w krakowskiej Akademii Sztuk Pięknych w pracowni Józefa Mehoffera. Po wybuchu I wojny światowej był oficerem w szeregach armii austro-węgierskiej, w 1916 został ranny i znalazł się w wiedeńskim szpitalu gdzie poznał Isidora Kaufanna. Spotkanie z wybitnym malarzem zrobiło na młodym artyście bardzo duże wrażenie i krytycy przypuszczają, że nie pozostało bez znaczenia na jego przyszłą drogę twórczą. W 1918 osiadł w Czerniowcach, przyjaźnił się z mieszkającymi tam artystami m.in. pisarzami Elieserem Steinbargiem i Icykiem Mangerem oraz poetką Rose Ausländer. Pierwszy raz po wojnie swoje prace pokazał na wystawie zorganizowanej w listopadzie 1918 w czerniowieckim Muzeum Rzemiosła. W 1920 i 1921 razem z Reuvenem Rubinem wystawiał swoje prace w Nowym Jorku w Anderson Galleries należącej do Alfreda Stieglitza. Po powrocie do Czerniowców pracował nad ilustrowaniem podręcznika do nauki jidysz. Ilustracje te pokazał na wystawie sztuki. W 1926 i 1928 miały miejsce kolejne wystawy z rysunkami i drzeworytami do bajek napisanych przez Eliesera Steinbarga. W 1929 pracował nad portretami Icyka Mangera. W 1931 Artur Kolnik przeniósł się razem z rodziną do Paryża, gdzie początkowo zajmował się ilustrowaniem magazynów o modzie, w wolnym czasie tworzył drzeworyty. W 1932 zmarł Elieser Steinbarg, Kolnik zaprojektował jego nagrobek, drugi projekt dotyczył nagrobka matki Icyka Mangera. W tym samym roku został członkiem krakowskiego Zrzeszenia Żydowskich Artystów Malarzy i Rzeźbiarzy. Rok później w krakowskim Żydowskim Domu Akademickim miała miejsce indywidualna wystawa twórczości Kolnika. W 1935 Artur Kolnik przebywał w Buenos Aires, rok później ukazały się drukiem bajki Steinbarga, które były ilustrowane studziewięcioma drzeworytami artysty. W 1938 Artur Kolnik pracował przy ilustrowaniu francusko-niemieckiego czasopisma „Verte-Cachiers Humanis”.
Od 1940 przez cztery lata razem z rodziną przebywał w obozie dla osób bez francuskiego obywatelstwa. Po II wojnie światowej wystawiał swoje prace w 1946, 1948 i 1949. W 1948 otrzymał obywatelstwo francuskie, należał do Związku Gmin Wyznaniowych malarzy i rzeźbiarzy we Francji. W 1952 jego prace zostały wyróżnione na wystawie w Nowym Jorku, artysta otrzymał Prix Chaban. W 1959 ilustrował tom poezji Mosesa Schulsteina, w 1960 ilustrował książkę Jehiela Hofera, a rok później poezje Abrahama Suckewera, które miały się ukazać w Nowym Jorku i Tel Awiwie. W 1967 historyk sztuki Maximilien Gautier opublikował monografię Artura Kolnika. Rok później w Muzeum Sztuki w Tel Awiwie miała miejsce duża indywidualna wystawa dorobku artystycznego Artura Kolnika, obejmowała 130 prac, z czego 70 stanowiło malarstwo olejne. W 1969 wznowiono publikację bajek Eliezera Steinbarga z ilustracjami Kolnika. Zmarł w 1972 w Paryżu.